# ليلية قارضة
ليلية قارضة أو أغروتيس (الاسم العلمي Agrotis)، جنس حشرات فراشية من فصيلة الغسقيات. أنواعه كثيرة العدد. أجسامها وأثوابها مختلفة القد واللون طولها يرواح من 2 إلى 5 سم. يغلب فيها الرأس الأسمر الجؤوي والصدر البني والبطن الرمادي.

## وصلات خارجية
- Agrotis - Encyclopaedia of Life
- Extinct animals
- Hawaii extinct species